# 玄門真宗
玄門真宗是一個新興宗教，全稱中華玉線玄門真宗教會，由陳桂興於1994年創立，2004年向中華民國內政部注冊。尊奉關聖帝君為教主。
除宗教事務外，玄門真宗亦有參與公益及慈善事業，並推展五常品德教育、圓融的聖凡雙修生活方式。

## 起源
由陳桂興於1994年創立，2004年向中華民國內政部注冊。

## 經典
明聖經
玉皇普度聖經
玉皇玄靈寶經

## 歷史
1994年，由無極瑤池金母正式降令，陳桂興在台灣創立。
1998年，在台中大里建立玄興禪院。
1999年，在彰化建立玄勝院。
2000年，在台中神岡建立聖道院。
2001年，在雲林斗南建立玄儒院。
2004年，向中華民國內政部注冊。
2018年，原台北道場更名為玄智院
2019年，在高雄市建立高雄道場
2022年1月23日，高雄道場更名掛牌為玄義道院

## 組織
一、台中大里玄興禪院
二、彰化玄勝院
三、神岡聖道院
四、雲林玄儒院
五、台北臨時道院 2018年已更名為玄智院
六、高雄道場 2022年已更名玄義道院
七、玄門真宗國際尊親會
八、關聖帝君恩主會
九、聖凡雙修讀書促進會
十、玄門真宗出版社、雜誌社
十一、生命教育教學資源中心
十二、世界關公信仰學術研究中心
十三、關公信仰人才資源中心

## 資料來源
1. ↑  .   [2018-05-10]. （原始内容存档于2020-12-05）.
2. 1 2 3  內政部民政司 - 台灣地區宗教簡介:玄門真宗 參‧玄門真宗的經典
3. 1 2 3 4  內政部民政司 - 台灣地區宗教簡介:玄門真宗 （二）建基立道場
4. 1 2 3 4 5 6 7 8 9 10 11 12  內政部民政司 - 台灣地區宗教簡介:玄門真宗 肆‧我們的組織

## 外部連結
- 玄門真宗 官網 （页面存档备份，存于）
- 內政部民政司 - 台灣地區宗教簡介:玄門真宗
- 玄門山路跑 粉絲團